# Faits économiques et sociaux au IXe siècle

Chronologie de l'économie
VIIIe siècle - IXe siècle - Xe siècle

## Événements
- Après 805 : l'usage du thé, introduit par Saichō à son retour de Chine en 805, se répand au Japon[1].
- Avant 841 : apparition en Chine à la fin de la dynastie Tang de guildes d’artisans ou de commerçants (hang)[2]. Les commerçants qui en sont membres peuvent y déposer leur argent en échange de billets au porteur (hequan) pour pouvoir voyager en sécurité. En 841, le gouvernement interdit les hequan pour s'en réserver le monopole d'émission. Les marchands sont invités à verser leur monnaie métallique dans les institutions finacières de l'Etat contre des « billet de contrepartie » officiels, appelés feythsian ou « monnaie volante »[3].
- Vers 850 : 
  - la population de Xi'an (Chang'an), la capitale de l'empire chinois Tang, dépasse le million (1 000 000) d'habitants[4].
  - découverte de la culture du café au Yémen selon la légende, par le chevrier Kaldi[5].
  - la mise en exploitation de mines d'or en Nubie et d'une grande mine d'argent à Bajahir, dans l'Hindou Kouch (Afghanistan actuel) a des répercussions sur les taux respectifs de l'or et de l'argent[6],[7].

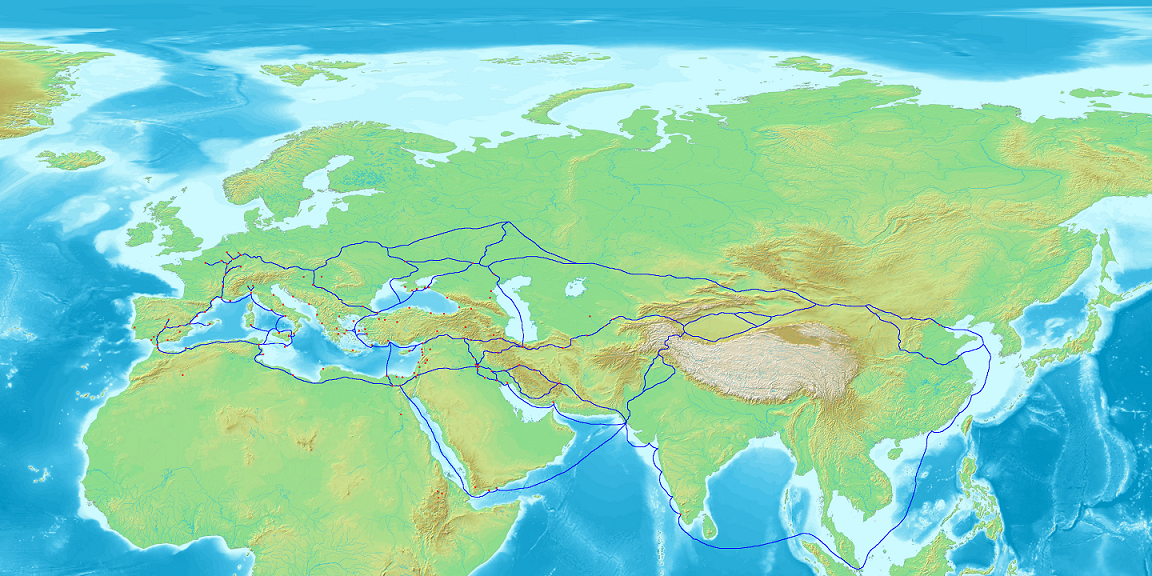
Carte de l'Eurasie montrant le réseau commercial des Radhanites vers 870, tel qu'il est décrit par ibn Khordadbeh dans le Livre des Routes et des Royaumes

- Vers 870 : le maître de la poste de Bagdad, le voyageur persan ibn Khurdadhbih, rédige le Livre des itinéraires et des royaumes[8]. Il atteste du commerce (esclaves, fourrures, épées) entre les Russes avec la Méditerranée (par Byzance) et la Caspienne (par la Volga et Itil). Au siècle suivant le géographe arabe Al-Mas'ûdî précisera que le trafic des peaux de renard noir, venues du pays des Bourtas (au confluent de la Volga et de l’Oka) se fait en direction de Derbent et de Berdaa (Arménie), mais aussi vers le Khorasan et le Khârezm à l’est et le pays des slaves au nord[9].

### Europe
- Vers 800 :
  - développement de comptoirs commerciaux en Europe du Nord-Ouest comme Hamwic, Ipswich, Dorestad, Hedeby, Ribe, Kaupang/Skiringssal, Helgö  et Birka[10].
  - le capitulaire de Villis est promulgué ; il nous montre le soin pris par Charlemagne à la gestion de ses domaines (fiscs), surtout situés au cœur de l’empire (Neustrie et Austrasie) et sur les routes qui mènent aux frontières. Il utilise ce capital pour accorder à ses vassaux des terres en bénéfice qu’il récupère à leur mort. Les domaines sont gérés par des judices, qui ont un pouvoir politique et judiciaire autant qu’économique[11].
- 802-811 : réformes militaires et fiscales dans l'empire byzantin pendant le règne de Nicéphore Ier. Les impôts sont relevés, le fouage (kapnikon) supprimé pour les institutions religieuses est de nouveau levé, certaines donations faites par Irène sont révoquées, le principe de responsabilité collective des contribuables (allèlengyon) est réaffirmé. Nicéphore généralise l'obligation du service militaire. Les soldats et les sous-officiers de l’armée centrale comme les soldats des thèmes se recrutent parmi les stratiôtes, paysans propriétaires soumis au service militaire en échange d’importantes mesures fiscales et de protection. Les paysans trop pauvres sont désormais équipés au frais des autres habitants du village[12].
- 803-814 : règne du khan des Bulgares Kroum. Il institue le premier code de lois bulgare connu par la Souda ; une loi aurait prescrit l’arrachage des vignes et interdit la consommation de vin[13].
- 805-807 et 813 : mauvaises récoltes et famine dans l'empire carolingien[14].

- 808 : le roi danois Godfred détruit la ville slave de Reric et fonde le comptoir commercial d'Hedeby où il établit une colonie de marchands et d'artisans. Les Danois commencent à battre monnaie au début du IXe siècle, probablement à Hedeby, mais la production reste modeste jusqu’à la fin du Xe siècle[15]. La teneur et le poids des premières monnaies frappées à Hedeby sont calqués sur le modèle carolingien. La pratique consistant à hacher l’argent (hacksilfr) pour l’utiliser au poids reste courante tout le long de l'âge des Vikings. Une autre pratique consiste à fondre l’argent pour en faire des bracelets ou des anneaux d’un poids standard. En Norvège, puis en Islande, la monnaie d’échange la plus courante est l’étoffe de bure grossière tissée sur un métier vertical (vathmál). Le troc reste largement pratiqué dans les échanges[16].
- Vers 810-811 : rapport de Leidrade à Charlemagne sur la décadence économique de Lyon[17].
- Vers 820-960 : défrichements massifs en Catalogne[18].

- Vers 823-829 : rédaction du polyptyque d'Irminon[19], inventaire général des domaines de l’abbaye de Saint-Germain-des-Prés, que ce soit les terres de la réserve soumises au régime du faire-valoir direct et les manses exploitées par des tenanciers, soit près de 33 000 ha[20]. L’abbaye reçoit 140 hôtes par jour. Elle a plus de 1 600 fermiers, dont la plupart sont libres ; avec leurs familles et les esclaves de la réserve, plus de 15 000 personnes dépendent de l’abbé.

- 829 :

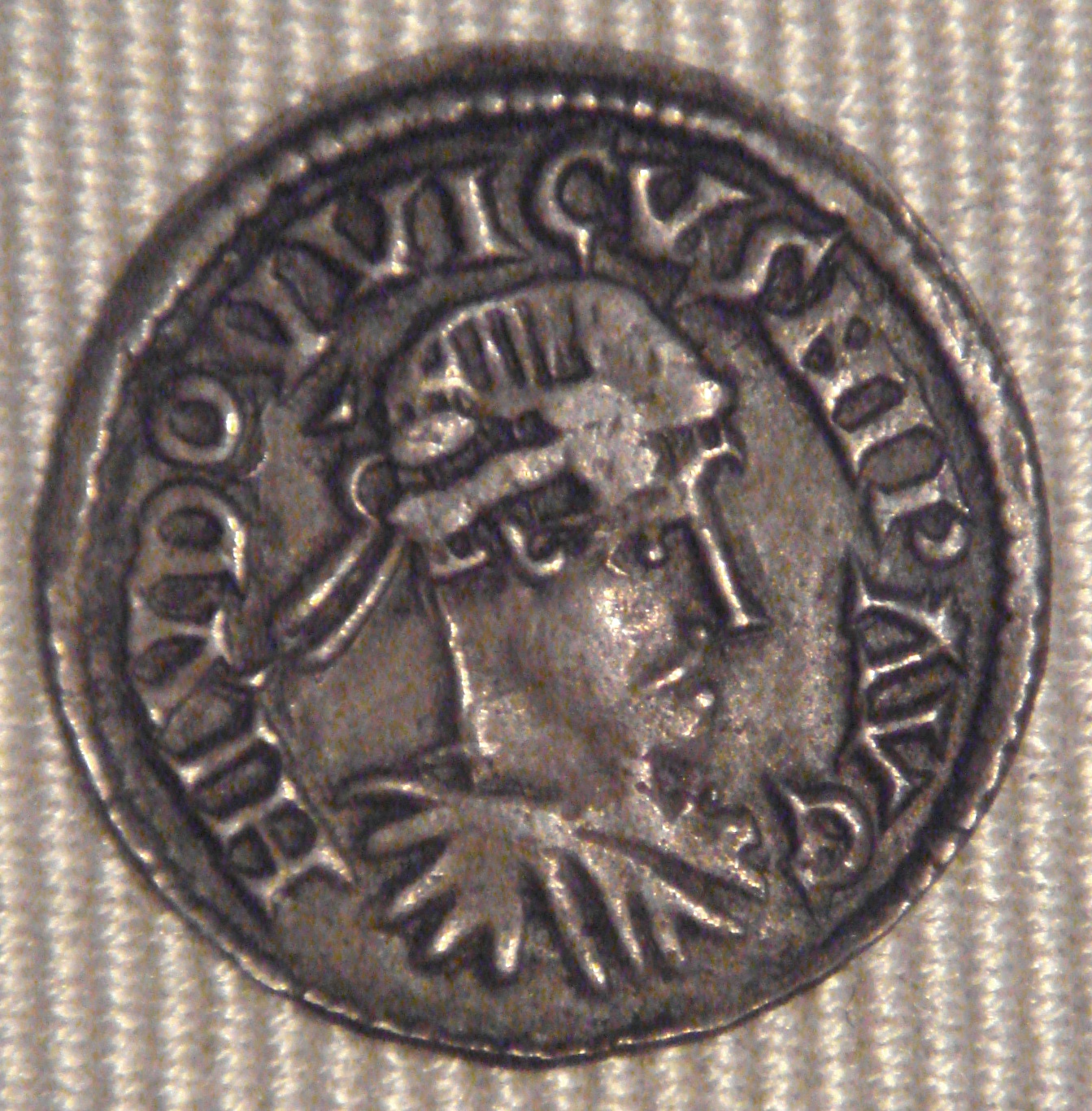
Denier de Louis le Pieux frappé à Sens, 818-823

  - les évêques signalent à Louis le Pieux que les poids et mesures sont divers dans toutes les provinces[21].
  - le testament du doge Giustiniano Participazio (mort en 829), témoigne des activités marchandes de Venise[22] (sel).
- 830-833 et 837-838 : blocus du blé égyptien pendant la guerre entre l'empire byzantin et les Abbassides. L'impératrice byzantine Théodora continue à importer du blé de Syrie malgré la guerre. Elle établit un monopole qui prive les marchands de leurs revenus légitimes[23].
- Vers 830 : à la suite de la conquête de la Sicile, les musulmans introduisent la culture du coton et de la canne à sucre en Sicile[24].

- Vers 850-950 : baisse démographique dans l'Empire carolingien attestée par les capitulaires[25]. Stagnation urbaine. Les villes reconstruisent leurs murailles. Les invasions font disparaître les monnaies d’or et d’argent, tandis que le vin, très prisé par les Vikings, se raréfie. En mer du Nord, outre le commerce des esclaves razziés, poisson et sel circulent encore. En Méditerranée, le commerce des esclaves venus de Verdun par l’Espagne et l’Italie se maintient vers les pays musulmans. Celui des produits de luxe d’Alexandrie ou de Constantinople continue par Venise et l’Italie du Sud[26].

- 876-880 : début de la colonisation danoise de l'Angleterre, visible dans la toponymie[27], dans les termes désignant les unités de mesure, le vocabulaire juridique et les institutions judiciaires. L’influence scandinave porte aussi dans le domaine de la littérature (sagas en langue vulgaire dont nous ne connaissons plus que le résumé établi en latin) et dans celui de l’art (styles de Ringerike et d’Urnes). Guthrum est sans doute le premier roi scandinave à frapper monnaie dans le Danelaw[28].
- Vers 884-887 : réapparition de la frappe privée de la monnaie à Corbie[29]. Les Carolingiens perdent le monopole de l'émission de monnaie.
- 888 : publication du code de lois de l'empereur byzantin Basile Ier les Basiliques par l'empereur Léon VI le Sage[30].

- Vers 890 : relations de voyages faites au roi Alfred le Grand de Wessex par les marchands Wulfstan et Óttarr (Ohthere)[31]. Wulfstan, sans doute anglo-saxon, part de Hedeby pour Truso, à l’estuaire de la Vistule. Il décrit le pays des Wendes et les mœurs des Estes. Le Norvégien Óttarr remonte la côte norvégienne vers le Nord jusqu’à la mer Blanche, où il remonte un fleuve (peut-être la Dvina), sur les rives duquel vivent les Sames (Lapons) et les Biarmiens. Il note la route de la Norvège vers la Suède et la Finlande (Cwenas) au-delà des montagnes par les lacs et les rivières, décrit les routes maritimes de la Norvège vers les Orcades, l’Irlande et l’Angleterre et vers la Baltique (Truso) par le Danemark.

- L’empire carolingien s’étend sur 1,2 million de km² et est peuplé de 15 à 20 millions d’habitants[32]. Il est alors constitué d’environ 300 comtés, divisés en pagi ou en gau. Le comté (comitatus) est dirigé par un comte, le pagus par un vicaire, le gau par un centenier. Choisi par le roi, le comte peut être déplacé ou révoqué. Il est rémunéré par la jouissance de revenus impériaux (honor ou comitatus). Il exécute les ordres royaux, convoque les hommes libres pour l’expédition annuelle (l’ost), préside le tribunal royal (le mall public). Il est encadré de 10 à 12 personnes, ce qui fait que l’empire est sous-administré. Charlemagne groupe parfois ses comtés et les confie à un duc ou à un markgraf dans les territoires situés aux frontières[33]. La charge comtale reste parfois dans la même famille pendant plusieurs générations : ainsi dans le comté de l’Oberrheingau (de) (Haut-Rhin), elle est détenue par un certain Rupert, mort avant 764, puis par son fils Cancor jusqu’en 771 et son petit-fils Heimeric jusqu’en 785, date à laquelle elle est confiée à un certain Gunthram. En 795, elle passe Rupert II, un cousin d'Heimeric, qui la transmet à son fils nommé également Rupert en 807[34].
- La plus grande partie de la population de l'empire carolingien travaille dans les campagnes, sur les grandes propriétés (villae), dont les terres sont divisées en réserve (terra indominicata) et en manses, tenures libres ou serviles données à des tenanciers en échange de la corvée effectuée sur la réserve. L’esclave de type antique ne subsiste vraiment que dans le Midi ou dans la maisonnée pour les services domestiques. Il est souvent casé sur une manse qu’il cultive. Sa condition économique se rapproche alors de celle du colon, homme libre, mais qui, incapable de répondre aux convocations du mall comtal ou empêché par son maître, tombe sous son pouvoir de contrainte. Le passage de l’esclavage et du colonat à une nouvelle condition sociale, le servage, se fait insensiblement (le serf, non-libre, dépend totalement du seigneur). Les petits propriétaires libres, cultivant un alleu, existent mais nous ne les connaissons pas[35].
- Les armées royales scandinaves se constituent vers les IXe et Xe siècles avec les mêmes cadres et les mêmes chefs que les flottes royales. Les forces armées sont fournies par la levée militaire sur la base du recrutement territorial, le leidhangr (vieux norvégien), lethang (danois) ou lethungr (suédois). Chaque domaine ou groupe de fermes doit fournir au roi un bateau et son équipage armé, commandé par le styresmand, le chef de la petite communauté rurale devenu chef militaire. L’armement prévu par le leidhangr consiste en un bouclier rond, une épée ou une hache d’arme, une lance, un morion pour chaque homme. La loi prévoit une cotte de mailles par banc de nage, ainsi qu’un arc et des flèches. Au Danemark, un cheval et une arbalète sont prévus pour chaque bateau. Les batailles se déroulent le plus souvent sur terre. Les antagonistes se mettent en ligne face à face. Le chef et son escorte forment un noyau dur groupé autour de l’étendard (skjaldborg, forteresse formée par les boucliers). Après un cérémonial d’exhortation des troupes, les deux armées se jettent des projectiles (pierres, lances), puis les lignes se rapprochent et s’affrontent confusément en une juxtaposition de combats singuliers. La vaillance des chefs pèse lourd sur l’issue du combat. En situation de nette infériorité, il n’est pas déshonorant de demander quartier, et l’adversaire l’accorde souvent. Certains guerriers (berserkir, « cachés dans une peau d’ours »), se rendent insensibles à la douleur par des procédés magiques et entrent en transe[36].